# القافوط (العدين)

تعديل مصدري - تعديل

القافوط محلة تابعة لقرية المعرضه السفلى، التابعة لعزلة خباز بمديرية العدين إحدى مديريات محافظة إب في الجمهورية اليمنية.، بلغ تعداد سكانها 84 حسب تعداد اليمن لعام 2004.